# Arquidiócesis de Magdeburgo
La arquidiócesis de Magdeburgo (en latín: Archidioecesis Magdeburgensis y en alemán: Erzbistum Magdeburg) fue una circunscripción eclesiástica de la Iglesia católica en Alemania. Se trataba de una arquidiócesis latina, sede metropolitana de la provincia eclesiástica de Magdeburgo y primada de Germania. Fue suprimida en 1648 cuando ya era luterana desde 1567.

## Territorio y organización
La arquidiócesis extendía su jurisdicción sobre los fieles católicos de rito latino residentes en parte de la actual Alemania.
La sede de la arquidiócesis se encontraba en la ciudad de Magdeburgo, en donde se halla la Catedral de los Santos Mauricio y Catalina, que desde 1567 pasó al luteranismo y hoy pertenece a la Iglesia evangélica en Alemania Central. Desde 1503 el arzobispo residió en el castillo de Moritzburg en Halle.
La arquidiócesis tenía como sufragáneas a las diócesis de: Brandeburgo, Havelberg, Lebus, Meissen (hasta 1399), Merseburg y Naumburgo.

## Historia

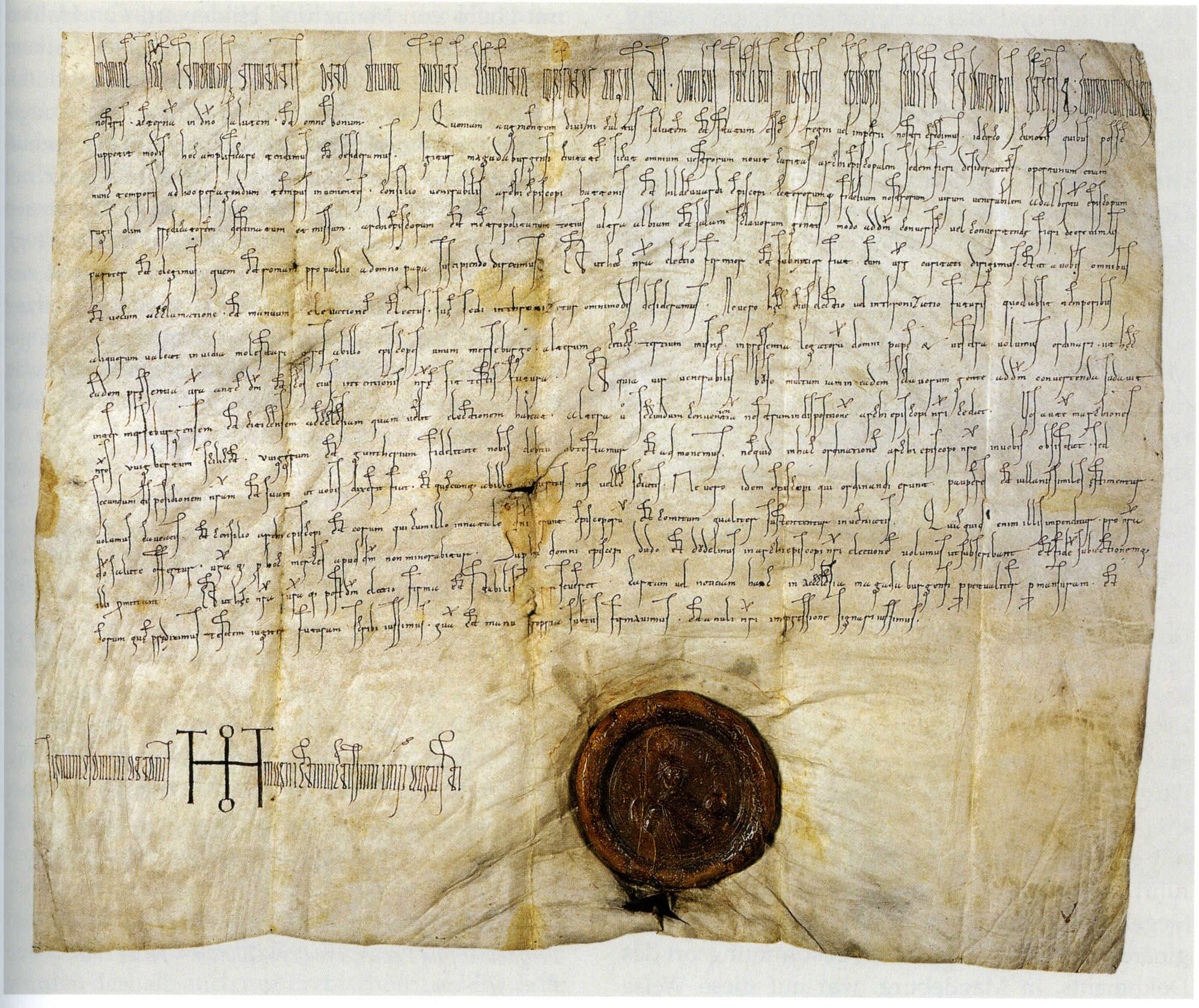
Anuncio de la erección de la arquidiócesis

En el Sínodo de Ravena de 967, el emperador Otón I obtuvo la aprobación del papa Juan XIII para el establecimiento de Magdeburgo como arzobispado con el objetivo de evangelizar a los pueblos eslavos. Esta decisión afectó la jurisdicción de la diócesis de Halberstadt y de la arquidiócesis de Maguncia. Solo tras la muerte del obispo de Halberstadt, Bernhard von Halberstadt, en febrero de 968, y del arzobispo de Maguncia, Guillermo, en marzo de 968, Otón pudo implementar la resolución del sínodo.
Las diócesis vecinas de Brandeburgo, Havelberg, Naumburgo-Zeitz, Merseburg y Meissen quedaron bajo la jurisdicción del metropolitano. El primer arzobispo de Magdeburgo fue Adalberto, misionero entre los rusos y abad de Weissenburg en 968. Además de su cargo como metropolitano de una gran provincia eclesiástica, el arzobispo también era Primas Germaniae, es decir primado de Germania. El primado de Magdeburgo se remonta a un documento papal del año 986. En él, al arzobispo de la recién fundada provincia se le concedían los mismos derechos que a los arzobispos de Maguncia, Tréveris y Colonia. Por ello, los arzobispos de Magdeburgo se autodenominaban Primas Germaniae, al igual que los de Salzburgo, mientras que los de Maguncia y Tréveris rara vez o nunca utilizaban dicho título.
En el siglo XII los arzobispos también establecieron una soberanía territorial, el principado archiepiscopal de Magdeburgo. 
En 1424 Federico I de Brandeburgo logró traspasar la diócesis de Lebus de la provincia eclesiástica de la arquidiócesis de Gniezno a la de Magdeburgo.
A partir de 1476 el arzobispado quedó cada vez más bajo la influencia de Sajonia y Brandeburgo. En 1478 el arzobispo de Magdeburgo, Ernst von Wettin, sometió la ciudad de Halle. Allí mandó construir el castillo de Moritzburg a partir de 1484, y se trasladó a él en mayo de 1503. El castillo de Moritzburg se convirtió en la residencia preferida de los arzobispos de Magdeburgo.

### Reforma protestante
La Reforma protestante encontró rápidamente adeptos en Magdeburgo. La nueva doctrina se introdujo el 17 de julio de 1524, y la ciudad se convirtió en un bastión del protestantismo. A partir de 1541 el arzobispado cayó en poder de la Casa de Brandeburgo. El cardenal Alberto de Brandeburgo, arzobispo de 1513 a 1545 en una situación política incierta y con pocos recursos económicos disponibles, no pudo oponerse a la expansión del protestantismo y gran parte de la población de la arquidiócesis se convirtió al luteranismo. Ni siquiera los intentos de los sucesores Juan Alberto y Federico IV fueron efectivos y de hecho la mayoría de los canónigos de la catedral se habían adherido al protestantismo.
Segismundo era hijo del elector de Brandeburgo Joaquín II sucedió a su hermano mayor Federico en 1552 como arzobispo de Magdeburgo y obispo de Halberstadt, quien fue el último arzobispo católico de la sede antes de la Reforma. Debido a su edad de tan solo 13 años, fue postulado inicialmente (26 de octubre de 1552), ya que no podía ser elegido. Hasta su toma de posesión, el conde Johann Georg von Mansfeld fue nombrado gobernador por el cabildo catedralicio, cargo que ocupó hasta 1557. Aunque luterano, Segismundo mantuvo el celibato y fue confirmado como arzobispo de Magdeburgo por el papa Julio III el 18 de septiembre de 1553. La declaración del arzobispo luterano Segismundo de adoptar la nueva doctrina de la Reforma en 1561 anunció el fin del arzobispado católico. Tras la renuncia de Segismundo el 8 de mayo de 1566 (falleció poco después) el poder pasó a un administrador protestante. En 1567 el cabildo catedralicio también adoptó la Confesión de Augsburgo.
Durante la guerra de los Treinta Años Magdeburgo volvió a tener un obispo católico, Leopoldo Guillermo de Habsburgo, pero la recatolicización de la población de la arquidiócesis estaba descartada. 
Con la Paz de Westfalia (1648) el principado eclesiástico (es decir, las posesiones seculares del arzobispo de Magdeburgo) se transformó en el nuevo Ducado de Magdeburgo, pero el último administrador diocesano, Augusto de Sajonia-Weissenfels, fue confirmado en el gobierno vitalicio, estableciendo que solo a su muerte Magdeburgo pasaría al soberano del principado electoral de Brandeburgo, transición que se produjo en 1680.
Con la Paz de Westfalia se suprimió la arquidiócesis, pero se hizo posible que 17 monasterios católicos siguieran existiendo en los territorios protestantes de las antiguas diócesis de Magdeburgo y Halberstadt. Para asignar estos monasterios a la autoridad episcopal el papa los puso bajo la jurisdicción del nuncio apostólico en Colonia a partir de 1650 y en 1667 el territorio fue agregado al vicariato apostólico de las Misiones del Norte. Desde 1821 pasó a la diócesis de Paderborn.
En 1973 la Santa Sede erigió la administración apostólica de Magdeburgo, que el 13 de abril de 1994 se convirtió en la diócesis de Magdeburgo.

## Episcopologio
- Adalberto † (1 de octubre de 968-21 de junio de 981 falleció)
- Giselmar † (11 de septiembre de 981-25 de enero de 1004 falleció)
- Tagino † (4 de febrero de 1004-9 de junio de 1012 falleció)
- Waltaro † (15 de junio de 1012-12 de agosto de 1012 falleció)
- Gero † (22 de septiembre de 1012-22 de octubre de 1023 falleció)
- Humfrid † (1023-28 de febrero de 1051 falleció)
- Engelhard † (1052-1 de septiembre de 1063 falleció)
- Werner von Steutzlingen † (1063-8 de agosto de 1078 falleció)
- Hartwig von Ortenberg † (7 de agosto de 1079-17 de junio de 1102 falleció)
- Heinrich von Assel † (junio de 1102-15 de abril de 1107 falleció)
- Adalgod von Osterberg † (mayo de 1107-12 de junio de 1119 falleció)
- Rudigar von Baltheim † (1119-19 de diciembre de 1125 falleció)
- San Norberto de Xanten † (18 de julio de 1126-6 de junio de 1134 falleció)
- Konrad von Querfurt † (1 de julio de 1134-2 de mayo de 1142 falleció)
- Friedrich von Wettin † (7 de mayo de 1142-15 de enero de 1152 falleció)
- Wichmann von Seeberg † (1 de noviembre de 1152-25 de agosto de 1192 falleció)
- Ludolf von Koppenstedt † (21 de octubre de 1192-16 de agosto de 1205 falleció)
- Alberto I de Käfernburg † (25 de febrero de 1206-15 de octubre de 1232 falleció)
- Burkhard von Woldenberg † (20 de julio de 1234-8 de febrero de 1235 falleció)
- Wilbrand von Kasernberg † (julio de 1235-29 de marzo de 1254 falleció)
- Rudolf von Dinselstadt † (1254-marzo de 1260 falleció)
- Rupprecht von Mansfeld † (mayo de 1260-19 de diciembre de 1266 falleció)
- Konrad von Sternberg † (26 de diciembre de 1266-15 de enero de 1277 falleció)
  - Günther von Schwarzenberg † (1277-1279) (obispo electo)
  - Bernhard von Wolpe † (1279-1282) (obispo electo)
- Eric von Brandenburg † (14 de mayo de 1283-diciembre de 1295 falleció)
- Burkhard von Blankenburg † (12 de julio de 1296-abril de 1305 falleció)
- Heinrich von Anhalt † (22 de enero de 1306-10 de noviembre de 1307 falleció)
- Burkhard I von Mansfeld-Schrapglau † (18 de marzo de 1308-20 de septiembre de 1325 falleció)
- Heideke von Erssa † (1326-1327 falleció)
- Otto de Asia † (2 de marzo de 1327-30 de abril de 1361 falleció)
- Dietrich Kagelwit, O.Cist. † (18 de junio de 1361-16 de diciembre de 1367 falleció)
- Albrecht von Sternberg † (9 de junio de 1368-13 de octubre de 1371 nombrado obispo de Litomyšl)
- Petr Jelito † (13 de octubre de 1371-1381 nombrado obispo de Olomouc)
- Ludovico de Meissen † (28 de abril de 1381-17 de febrero de 1382 falleció)
- Friedrich von Hoym † (23 de febrero de 1382-9 de noviembre de 1382 falleció)
- Albrecht von Querfurt † (noviembre de 1383-12 de junio de 1403 falleció)
- Günther de Schwarzburg † (12 de octubre de 1403-23 de marzo de 1445 falleció)
- Friedrich von Beichlingen † (19 de abril de 1445-11 de noviembre de 1464 falleció)
- Juan de Palatinado-Simmern † (20 de mayo de 1465-13 de diciembre de 1475 falleció)
- Ernesto II de Sajonia † (8 de enero de 1476-3 de agosto de 1513 falleció)
- Alberto de Brandeburgo † (2 de diciembre de 1513-24 de septiembre de 1545 falleció) (también arzobispo de Maguncia)
- Juan Alberto de Brandeburgo † (24 de septiembre de 1545 por sucesión-17 de mayo de 1550 falleció) 
  - Federico de Brandeburgo † (24 de agosto de 1552 confirmado-2 de octubre de 1552 falleció) (arzobispo electo)
- Segismundo de Brandeburgo † (18 de septiembre de 1553 confirmado -8 de mayo de 1566 renunció) (arzobispo luterano confirmado por el papa)
  - Joaquín III Federico de Brandeburgo † (1566-1598) (administrador protestante)
  - Christian Wilhelm de Brandeburgo † (1598-1631) (administrador protestante)
  - Leopoldo Guillermo de Austria  † (1631-1638) (administrador apostólico católico)
  - Augusto de Sajonia-Weissenfels † (1638-1648) (administrador protestante)